# 魔鬼湖 (北达科他州)
魔鬼湖（英語：Devils Lake），是美国北达科他州下属的一座城市。根据2010年美国人口普查，该市有人口7,141人。2011年估计该市有人口7,141人，相对于2010年，增长率为0.00%。